# Ksor H’Bơ Khăp
Ksor H'Bơ Khăp (sinh ngày 10 tháng 4 năm 1982, tên thường gọi là Ksor Phước Hà) là một nữ Công an nhân dân Việt Nam và chính trị gia người Việt Nam, cấp bậc Thượng tá công an nhân dân, dân tộc Gia Rai. Bà hiện là Phó Giám đốc Công an tỉnh Gia Lai, từng là Đại biểu Quốc hội Việt Nam khóa XIV nhiệm kì 2016-2021 thuộc Đoàn đại biểu Quốc hội tỉnh Gia Lai, Ủy viên Hội đồng Dân tộc của Quốc hội.

## Xuất thân
Ksor H'Bơ Khăp, còn gọi là Ksor Phước Hà, là con gái của Ksor Phước, nguyên Ủy viên Ban Chấp hành Trung ương Đảng Cộng sản Việt Nam khóa 11, Bộ trưởng, Chủ nhiệm Ủy ban Dân tộc của Chính phủ Việt Nam (2002-2007).
Ksor H'Bơ Khăp sinh ngày 10 tháng 4 năm 1982 quê quán ở xã Ia Trok, huyện Ia Pa, tỉnh Gia Lai.
Bà hiện cư trú ở tổ 02, phường Đoàn Kết, thị xã Ayun Pa, tỉnh Gia Lai.
Ksor H'Bơ Khăp sinh ra trong gia đình trinh sát hình sự, người dân tộc Gia Rai, có truyền thống mẫu hệ. Bà còn là trưởng họ nên có tính quyết đoán.

## Giáo dục
- Giáo dục phổ thông: 12/12
- Cử nhân Trinh sát an ninh tại Trường Đại học An ninh nhân dân
- Cử nhân Luật
- Thạc sĩ Luật
- Cao cấp lí luận chính trị

## Sự nghiệp
Ngày 18 tháng 9 năm 2003, Ksor H'Bơ Khắp gia nhập Đảng Cộng sản Việt Nam.
Ngày 22 tháng 5 năm 2016, Đại úy Công an nhân dân Việt Nam Ksor H'Bơ Khắp trúng cử Đại biểu Quốc hội Việt Nam khóa XIV tỉnh Gia Lai.
Từ ngày 4 tháng 4 năm 2019, Thiếu tá Ksor H'Bơ Khắp được Bộ trưởng Bộ Công an Tô Lâm bổ nhiệm giữ chức Trưởng Công an thị xã Ayun Pa, tỉnh Gia Lai. Trước đó bà từng là Phó Trưởng Công an thị xã này.
Ngày 18 tháng 8 năm 2022, Trung tá Ksor H'Bơ Khắp được Bộ trưởng Bộ Công an Tô Lâm bổ nhiệm giữ chức vụ Phó giám đốc Công an tỉnh Gia Lai.

### Đại biểu Quốc hội Việt Nam khóa XIV tỉnh Gia Lai

#### Tranh cử
Khi lần đầu ứng cử đại biểu Quốc hội Việt Nam khóa XIV nhiệm kì 2016-2021 vào tháng 5 năm 2016 bà đang là Đảng ủy viên, Bí thư Chi bộ 1, Đảng bộ Công an thị xã Ayun Pa, Đại úy, Phó Trưởng Công an thị xã Ayun Pa, tỉnh Gia Lai, làm việc ở Công an thị xã Ayun Pa, tỉnh Gia Lai.
Bà đã trúng cử đại biểu quốc hội năm 2016 ở đơn vị bầu cử số 3, tỉnh Gia Lai gồm thị xã Ayun Pa và các huyện: Krông Pa, Ia Pa, Phú Thiện, Chư Sê, Chư Pưh, được 222.857 phiếu, đạt tỷ lệ 81,94% số phiếu hợp lệ.

#### Xử lý việc lấy đất rừng trái phép
Ngày 19 tháng 6 năm 2017, thảo luận về dự án Luật bảo vệ và phát triển rừng (sửa đổi), bà đề xuất cần phải xử lý việc lấy đất rừng và việc phá cây rừng trái phép.
Bà cũng đề nghị chấm dứt không cho xây dựng thêm các công trình thủy điện nữa.

### Phát biểu
Tại buổi thảo luận của Quốc hội chiều 5 tháng 11 năm 2020, khi chất vấn Bộ trưởng Bộ Nông nghiệp và Phát triển nông thôn Nguyễn Xuân Cường:
| “ | Rừng là nơi hấp thụ CO₂ để thải ra O₂, nhưng cây cao su là loại cây hút O₂ và thải ra CO₂. Không có một con gì sống được ở trong rừng đó. | ” |

Nữ đại biểu tỉnh Gia Lai cũng tranh luận Bộ trưởng Bộ Công thương Trần Tuấn Anh về việc xử lý các tấm pin mặt trời của các dự án điện mặt trời mà ông Tuấn Anh thông tin tới các đại biểu Quốc hội trước đó:
| “ | Bây giờ điện năng lượng, pin năng lượng tràn lan. Sau này pin đó dùng để làm gì? Dùng để nướng bò một nắng hay sao, vì vùng lòng chảo của chúng tôi có đặc sản là bò một nắng, heo một nắng. Thế những tấm pin đó sẽ xử lý thế nào, đưa lên mặt trăng hay dùng để tiếp tục làm món đặc sản bò một nắng? | ” |

Chiều 6-11, khi đến phiên chất vấn, đại biểu Ksor H'Bơ Khăp "gọi tên" Bộ trưởng Bộ Tài nguyên và môi trường Trần Hồng Hà để tiếp tục truy vấn chủ đề đã được đặt ra từ ngày hôm trước (nói về thủy điện):
| “ | Bộ trưởng nói bão lũ, sạt ở ở miền Trung trong những ngày qua là do trời mưa, địa chất bị đứt gãy. Vậy bộ trưởng cho biết thời gian tới bộ trưởng vẫn tiếp tục ủng hộ việc xây dựng, phát triển thủy điện nhỏ đúng không? | ” |

## Đời tư
Ksor H'Bơ Khăp đã kết hôn và có con. Chồng bà người dân tộc Kinh, cùng nghề trinh sát hình sự.